# Jurong (Peukan Baro)
Jurong is een bestuurslaag in het regentschap Pidie van de provincie Atjeh, Indonesië. Jurong telt 228 inwoners (volkstelling 2010).